# Unheimlich perfekte Freunde
Unheimlich perfekte Freunde ist ein deutscher Spielfilm von Marcus H. Rosenmüller, der am 4. April 2019 in die deutschen Kinos kam.

## Handlung
Frido Schubert geht in die 4. Klasse und wird voraussichtlich zum Leidwesen seiner alleinerziehenden Mutter, die sich von ihrem beruflich wenig erfolgreichen Ehemann getrennt hat, die Gymnasialempfehlung nicht schaffen. Als er einmal verzweifelt vor seinen in einem öffentlichen Bus streitenden Eltern davonrennt, gerät er auf einem Jahrmarkt unbemerkt in ein magisches Kabinett und begegnet dort in einem Spiegelschrank seinem perfekten Ebenbild: klug, strebsam und lernbegierig. Nach kurzem Test zieht er den perfekten Frido aus dem Spiegel heraus, nimmt ihn mit nach Hause und lässt ihn für sich in die Schule gehen, wo alle in Erstaunen geraten.
Unter dem neuen Frido leidet Fridos bester Freund Emil, bislang Klassenbester. Um die Freundschaft zu retten, zieht Frido ihn ins Vertrauen, womit er eine zwischen den Fridos vereinbarte Regel bricht. Kurz darauf gibt es aus dem Spiegelschrank auch einen perfekten Emil – ohne Brille, sportlich, schlagkräftig und Mädchenschwarm. Doch auch Emil kann das Geheimnis nicht bewahren, und bald ist die gesamte Klasse durch perfekte Doppelgänger ersetzt, die ihre Lehrerin, Frau Klawitter, zur Verzweiflung bringen, da sie ständig schwerere Übungen und mehr Hausaufgaben verlangen.
Als die perfekten Doppelgänger ihre unperfekten Originale, die sich in einem verlassenen Schwimmbad eingerichtet haben, zu verdrängen drohen, wird ein Plan geschmiedet. Nachdem Frido, der vorübergehend von den Klassenkameraden im Schwimmbad verstoßen wurde, dem echten Emil geholfen hat, wieder aus dem Spiegel herauszukommen und Emils Doppelgänger darin verschwinden zu lassen, stellt sich – wie schon in einem früheren Gespräch mit Frido und seinem Doppelgänger – heraus, dass die Perfekten keinen Humor verstehen und somit gar nicht so perfekt sind. Also wird Frau Klawitter ins Vertrauen gezogen, sie soll den perfekten Schülern Scherzfragen als angebliche Aufnahmeprüfung für eine Eliteschule stellen. Die perfekten Identitäten versagen alle und verschwinden nacheinander im bereitgestellten Spiegelschrank, aus dem die Originale wieder erscheinen und ihren Sieg über den Erfolgsdruck feiern. Auch die Eltern freuen sich darüber, ihre unperfekten Kinder zurückzuhaben; sie haben eingesehen, dass schulischer Erfolg nicht alles im Leben ist.

## Produktion
Der Film wurde vom 12. Dezember 2017 bis zum 23. Februar 2018 in München und Leipzig sowie im Bad Tölzer Spaßbad Alpamare nach seiner Schließung gedreht.

## Rezeption
Der Filmdienst schrieb, der Film sei ein „furiose[r] Genre-Mix aus einfühlsamem Familiendrama, pfiffiger Komödie und absurdem Fantasy-Abenteuer“, „glänzend gespielt“ und „lustvoll inszeniert“.